# Grande-Bretagne aux Jeux paralympiques d'été de 1992
La Grande-Bretagne participe aux Jeux paralympiques d'été de 1992 à Barcelone. Elle y remporte cent vingt huit médailles : quarante en or, quarante sept en argent et quarante une en bronze, se situant à la troisième place des nations au tableau des médailles. La délégation britanniques regroupe 209 sportifs.